# WALLABY
WALLABY (Widefield ASKAP L-band Legacy All-sky Blind surveY, широкопольний спадковий сліпий огляд всього неба ASKAP в L-діапазоні) — огляд локального Всесвіту на радіолінії нейтрального водню 21 см. Працює на радіотелескопі ASKAP і досліджує три чверті неба в діапазоні схилень від −90° до +30° і на червоних зміщеннях до 0,26. Має роздільну здатність 30 кутових секунд і чутливість 1,6 мДж/промінь на кожному з каналів шириною 4 км/с. Очікується, що WALLABY виявить близько 500 000 галактик із середнім червоним зміщенням 0,05 на середній відстані близько 200 Мпк. Наукові цілі WALLABY включають:
- огляд багатих газом галактик в околицях Місцевої групи;
- дослідження властивостей нейтрального водню (HI) у галактиках, групах і скупченнях, включаючи вплив середовища на еволюцію галактик.

## Історія
Проєкт WALLABY був запропонований у 2009 році командою, яку очолювали Бербель Корібальскі та Лістер Стейвлі-Сміт. ASKAP відніс його до двох найкращих з десяти затверджених проєктів, а головними дослідниками проєкту стали Корібальскі та Стейвлі-Сміт. Корібальські пішла у відставку в 2019 році, і проєкт очолили Лістер Стейвлі-Сміт (головний дослідник, Principal Investigator), Карен Лі-Вадделл (науковець проєкту, project scientist) і Тобіас Вестмеєр є (менеджер проєкту, project manager). Команда WALLABY налічує понад 150 членів.

## Перші наукові результати
Під час роботи ASKAP у тестовому режимі було опубліковано кілька наукових результатів WALLABY, зокрема три спостереження груп галактик і два детальних дослідження сусідніх галактик.